# Igor Sikorsky
Igor Ivanovitj Sikorskij (russisk: Игорь Иванович Сикорский, tr. Igor Ivanovitj Sikorskij; født 25. maj 1889 i Kyiv, Det Russiske Kejserrige, død 26. oktober 1972 i Connecticut, USA) var en russiskfødt ingeniør, der udvandrede til USA i 1919. Da han blev amerikansk statsborger, blev det som Igor Sikorsky, der er den engelske translitteration af hans navn. Han var fra drengeårene optaget af flyvning, kraftigt inspireret af Jules Vernes bøger. Eksperimenterede som ung med små helikoptermodeller og byggede allerede i 1909 sit første forsøg på en helikopter, der dog ikke magtede at løfte sig fra jorden. Han kastede sig i stedet over fastvingefly, og havde sit første fly på vingerne i 1911. Flere modeller fulgte, og i 1914 var han den første, der fløj et fly med 4 motorer. En forbedret version blev hurtigt produceret og fløj med passagerer samme år, og året efter var en bombeversion klar til den russiske hærs flyvertropper, der tog flyet i brug i 1915.
Efter sin udvandring til USA grundlagde han Sikorsky Aero Engineering Corporation i 1923 og udviklede flere fastvingefly, men drømmen om helikopteren fortsatte, og i 1931 fik han patent på den helikopterkonstruktion, vi i dag kender så godt: Den store, vandrette hovedrotor og den mindre, lodrette halerotor. I 1940 foretog han den første flyvning i en brugbar helikopter dagen før sin fødselsdag, og i 1941 havde han konstrueret en helikopter, der kunne holde sig i luften i mere end 15 min.
Den første helikopter (S-47) blev leveret til U.S. Army Air Forces i 1942.